# Ріад Кенніш
Ріад Кенніш (араб. بولمدايس حمزة, нар. 30 квітня 1993, Алжир) — алжирський футболіст, захисник.
Виступав, зокрема, за клуб «УСМ Ель Хараш», а також олімпійську збірну Алжиру.

## Клубна кар'єра
У дорослому футболі дебютував 2011 року виступами за команду клубу «УСМ Ель Хараш», в якій провів чотири сезони, взявши участь у 22 матчах чемпіонату.
До складу клубу «ЕС Сетіф» приєднався 2015 року. Відтоді встиг відіграти за команду із Сетіфа 30 матчів в національному чемпіонаті.

## Виступи за збірну
З 2014 року захищає кольори олімпійської збірної Алжиру. У складі цієї команди провів 1 матч. У складі збірної — учасник футбольного турніру на Олімпійських іграх 2016 року у Ріо-де-Жанейро.
У 2015 залучався до лав молодіжної збірної Алжиру. У складі цієї команди провів 15 матчів.